# Hugh Everett
Hugh Everett III., (Washington, D.C., 11. studenog 1930. -  McLean, Virginia, 19. srpnja 1982.) bio je američki fizičar. Predložio je 1957. višesvjetnu interpretaciju kvantne mehanike (poznatu i i kao Everettova interpretacija više svjetova). Ova teorija je primljena poprilično mlako među fizičarima a Everett završava svoju karijeru fizičara poslije završenog doktorata na sveučilištu Princeton. Kasnije je radio između ostalog kao savjetnik.
Everett je 1957. oženio Nancy Gore, s kojom je imao dvoje djece. Kćerka Elizabeth počinila je samoubojstvo 1996. Sin Mark Oliver Everett, r. 1963, je pjevač u rock sastavu Eels.
Everett je umro 1982. od srčanog udara, prouzrokovanog višegodišnjim konzumiranjem cigareta i alkohola kao i zbog prekomjerne tjelesne težine.